# Det Naturvidenskabelige Fakultet (Aarhus Universitet)
 For alternative betydninger, se Det Naturvidenskabelige Fakultet. (Se også artikler, som begynder med Det Naturvidenskabelige Fakultet)
Det Naturvidenskabelige Fakultet ved Aarhus Universitet var en samlet betegnelse for de naturvidenskabelige institutter ved Aarhus Universitet, samt en betegnelse for forskellige museer.
Det Naturvidenskabelige Fakultet startede sin virksomhed i 1954 og var dermed det yngste af de den gang fem fakulteter ved Aarhus Universitet. Fakultetet blev udbygget med institutter, der dækkede en lang række naturvidenskabelige fagområder: matematik (herunder statistik og operationsanalyse), datalogi, fysik og astronomi, kemi, molekylærbiologi, biologi, geologi, idræt, videnskabshistorie og formidling.
Ved reorganiseringen af Aarhus Universitet, der trådte i kraft 1. januar 2011, fusionerede Det Naturvidenskabelige Fakultet med Det Jordbrugsvidenskabelige Fakultet og Danmarks Miljøundersøgelser til Science and Technology.
Formålet med fakultetets aktiviteter var at gennemføre forskning og uddannelse indtil det højeste niveau.

## Institutter
| Nuværende - Biologisk Institut - Datalogisk Institut - Institut for Geoscience - Institut for Fysik og Astronomi - Institut for Matematik - Kemisk Institut - Institut for Molekylærbiologi og Genetik - Steno Instituttet | Nedlagte - Geografisk Institut (Nedlagt 1985) - Institut for Operationsanalyse (Del af Institut for Matematiske Fag) - Astronomisk Institut (Del af Institut for Fysik og Astronomi) - Fysisk Institut (Del af Institut for Fysik og Astronomi) - Botanisk Institut (Del af Biologisk Institut) - Zoologisk Institut (Del af Biologisk Institut) - Institut for Genetik og Økologi (Del af Biologisk Institut) - Institut for de Eksakte Videnskabers Historie |

## Forskningscentre
| - AMS 14C Dateringslaboratoriet - Basic Research in Computer Science - Center for algebraisk og analytisk Lie teori - Center for analytisk finansiering - Center for Bioinformatik - Center for Biomolecular NMR Spectroskopi - Center for Farvede Petri Net - Center for forskning i tropiske Økosystemer - Center for Idræt - Center for Interaktive Rum - Center for Katalyse - Center for Matematisk Fysik og Stokastik - Center for Materialefysik på Atomart Niveau - Center for Naturfagenes Didaktik - Center for New Ways of Working | - Center for Oxygen Microscopy and Imaging - Center for Pervasive Computing - Center for Pervasive Healthcare - Center for Planteproduktion - Center for RNA processing - Center for Scientific Computing i Aarhus - Center for Strukturel Biologi - Center for Tekniske Kandidatuddannelser - Center for Teoretisk Naturvidenskab - Center for Topologien og Kvanticeringen af Modulirum - Dansk center for molekylær gerontologi - Dansk center for transgene mus - Dansk Kvanteoptik Center - Grundforskning i kryptografi og datasikkerhed | - Institut for lagerringsfaciliteter - Instrumentcenter for CERN - Instrumentcenter for Faststof NMR Spektroskopi - Interdisciplinært Nanoscience Center - ISIS Katrinebjerg - Marinbiologisk Instrumentcenter - Mars Simulerings Laboratoriet - Nordisk Laboratorium for Luminescensdatering - Research on Complex Systems - Research Program in Food Technology - SiRNA delivery center - Teoretisk Astrofysik Center - T.N. Thiele Centret for Anvendt Matematik i Naturvidenskaberne - Aarhus Center for Atomfysik - Aarhus Stress Center |

## Museer
- Naturhistorisk Museum
- Ole Rømer Observatoriet
- Orion Planetarium
- Steno Museet - Danmarks Videnskabshistoriske Museum
- Aarhus Universitets Væksthuse i  Botanisk Have

## Dekaner
Fakultet ledes af en dekan. Blandt dekanerne for Det Naturvidenskabelige Fakultet var:
- Hakon Lund (1954)
- Sven Werner (1955)
- Johannes Humlum (1956-1957)
- Jens Lindhard (1959-)
- Povl Kristensen (1960)
- Jens Tyge Møller (1973)
- Lauritz B. Holm-Nielsen (1976-1979)
- Karl Pedersen (1981-2002)
- Erik Meineche Schmidt (2002-2010)